# Helmuth Kionka
Helmuth Kionka, auch Helmut Kionka, (* 10. November 1906 in Breslau, Schlesien; † 28. September 1936 in Berlin) war ein deutscher Schauspieler, Autor, Widerstandskämpfer und ein NS-Opfer.

## Leben
Der gebürtige Schlesier versuchte sich zunächst im schriftstellerischen Bereich als Autor sowie Journalist und betätigte sich kurzzeitig als Buchhändler. 
Mitte der 1920er Jahre erhielt er in Berlin seine künstlerische Ausbildung und trat dort 1926 sein erstes Engagement an. Mit der Hauptrolle in Das Erbe von Quirlitz gab man dem dunkelhaarigen Nachwuchsschauspieler seine erste zentrale Aufgabe. In den folgenden Jahren trat Kionka an diversen hauptstädtischen Bühnen auf, darunter das Staatstheater, das Deutsche Künstlertheater, das Theater am Kurfürstendamm und die Saltenburg-Bühnen. 
Sein Rollenrepertoire umfasste Auftritte in Lion Feuchtwangers Die Petroleuminseln, Carl Zuckmayers Katharina Knie, Pottasch und Perlmutter und in der Komödie Vater sein dagegen sehr. 
Kionka arbeitete auch mehrmals mit einigen Spitzenregisseuren jener Zeit zusammen: 1928 sah man ihn in Max Reinhardts Inszenierung der Komödie Artisten, drei Jahre darauf unter Gustaf Gründgens’ Regie in Marcellus Schiffers Alles Schwindel. 
Nahezu zeitgleich erhielt der gutaussehende Nachwuchsmime auch winzige Rollen beim (noch stummen) Film angeboten. Nach einigen wenigen Tonfilmen, einhergehend mit der Machtübernahme durch die Nationalsozialisten, war Kionkas Karriere faktisch beendet.

## Tätigkeit im Widerstand, Verhaftung und Hinrichtung
Zur Zeit des Nationalsozialismus engagierte er sich im Widerstand und betätigte sich als Kurier zwischen im Deutschen Reich und im Ausland tätigen Widerstandsgruppen. Im April 1934 verließ Kionka sein Domizil in Berlin-Schöneberg und ging nach Wien, schon Mitte Mai desselben Jahres reiste er nach Zürich weiter. Schließlich nahm Kionka auch in Paris Kontakt mit antifaschistischen Gruppen auf. 
Als in Berlin seine Aktivitäten aufflogen, lockte man ihn im Frühjahr 1936 – mutmaßlich mit Hilfe des damaligen Freundes der Schauspielerin Trude Hesterberg und mutmaßlichen Gestapo-Agenten Dr. Fritz Schönherr – in die deutsche Hauptstadt mit einer vorgetäuschten Offerte für die soeben gegründete Dietrich-Eckart-Bühne zurück. 
Bei seiner Ankunft in Deutschland wurde Kionka umgehend verhaftet, des Landesverrats angeklagt und im Mai 1936 zum Tod verurteilt. Etwa sieben Wochen vor seinem 30. Geburtstag wurde der Künstler und Widerstandskämpfer hingerichtet.

## Filmografie
- 1928: Die Vierte von rechts
- 1928: Die schönste Frau von Paris
- 1932: Acht Mädels im Boot
- 1932: Die unsichtbare Front
- 1933: Liebesfrühling